# قائمة الأرمن العراقيين
 هذه قائمة لأبرز الشخصيات الأرمنية العراقية
العراقيون الأرمن : هي جماعة ولدت ونشأت أو تقيم في العراق..أصلهم من منطقة تسمى الهضبات الأرمنية التي تقع بين جبال القوقاز والاناضول. 

## قائمة

### -في الفن
- فارتان ملكيان: فنان بارز وهو والد الفنان دارون ملكيان

### -في الأعمال
- كالوست كولبنكيان: رجل أعمال أرمني وصاحب أعمال خيرية.
- كيفورك هوفنانيان: رجل أعمال ومعماري.

### -في الأدب
- شانت كندريان: كاتب أرمني عراقي.

### -في الموسيقى
- آرام زاراتسيان: عازف كمان عالمي
- سيتا هاكوبيان: مطربة معروفة
- دارون ملكيان: مغني وعازف جيتار وعضو في فرقة سيستم اوف اداون.
- بياتريس اوهانسيان: عازفة بيانو

### -في السياسة
- همبرسون اجباشيان: باحث وكاتب
- ايزابيلا دينج زين: سياسية

### -في الدين
- توركوم مانوجيان: البطريرك الأرمني العراقي للقدس
- افاك اسادوريان: رئيس الأسقفية الأرمنية في العراق

### -في العلوم
- آرا درزي أو بارون درزي أوف دنهام: سياسي وواحد من أفضل الجراحين

### - متعدد الجوانب
- سيلفا ساهاكيان: فتاة عراقية أرمنية مشاركة في مسابقات ملكات الجمال